# Alglucosidase alfa
Alglucosidase alfa, vendido sob a marca Myozyme entre outros, é um medicamento para tratar a doença de Pompe. É administrado por injecção gradual numa veia.
Os efeitos secundários comuns incluem reações alérgicas, febre, dor de cabeça, sudorese, náuseas, cansaço e dores musculares. Outros efeitos secundários podem incluir anafilaxia. É uma enzima que substitui a alfa-glicosidase ausente.